# Empoasca profusa
Empoasca profusa är en insektsart som beskrevs av M. Firoz Ahmed och Samad 1972. Empoasca profusa ingår i släktet Empoasca och familjen dvärgstritar.
Artens utbredningsområde är Bangladesh. Inga underarter finns listade i Catalogue of Life.